# Aage Schavland
Aage Schavland (6 de novembre de 1806 - 20 de març de 1876) va ser un sacerdot i membre del Parlament noruec.
Aage Schavland va néixer a Strand, a Rogaland. Va fer l'examen d'ingrés el 1826 i se li va concedir el títol de teologia el 1829. El 1834, esdevingué vicari de la parròquia de Stranda a Møre og Romsdal. Des de 1840 va ser degà de la zona nord de Sunnmøre. De 1844 a 1861, va ser vicari a Herøy a Møre og Romsdal. Des de 1861 va ser pastor ajudant a la catedral de Nidaros a Trondheim.
Schavland va ser alcalde de Herøy a Møre og Romsdal del 1846 al 1849 i de nou del 1854 al 1857. També va ser alcalde de Trondheim el 1865 i tinent d'alcalde de 1867 a 1868. Va ser elegit membre de l'Storting durant diversos períodes. Del 1848 al 1850, del 1851 al 1853 i del 1857 al 1858 representà Romsdals Amt. Del 1865 al 1867 i del 1868 al 1870 va representar Trondhjem og Levanger (ara Nord-Trøndelag i Sør-Trøndelag).
Schavland estava casat amb Gerhardine Pauline Bergh (1817–1884). Eren pares de vuit fills, entre els quals Olaf Skavlan, Aage Skavlan, Sigvald Skavlan i Harald Skavlan, els sogres de Ludvig Daae i els avis d'Einar Skavlan.